# Коти (префектура)
Ко́ти (яп. 高知県 Ко:ти-кэн) — префектура, расположенная в регионе Сикоку на острове Сикоку, Япония. Площадь префектуры составляет 7105,16 км², население — 738 458 человек (1 августа 2014), плотность населения — 103,93 чел./км². Административный центр префектуры — город Коти.

## История
Изначально это была провинция Тоса. В период Сэнгоку контролировалась различными кланами. Самураи из Тосы в конце периода Эдо активно участвовали в свержении сёгуната Токугава. Нынешнее название префектура получила в 1871 году, а границы — в 1880 году.

## География
Префектура граничит на северо-востоке с префектурой Токусима, на юге с префектурой Эхимэ. Территория префектуры в основном гористая, но имеются несколько небольших равнинных зон вдоль рек.
Территория префектуры вытянута полукругом вдоль залива Тоса.

## Административно-территориальное деление
В префектуре Коти расположено 11 городов и 6 уездов (17 посёлков и 6 сёл).

### Города
Список городов префектуры:
- Аки;
- Ками;
- Конан;
- Коти;
- Мурото;
- Нанкоку;
- Симанто;
- Сукумо;
- Сусаки;
- Тоса;
- Тосасимидзу.

### Уезды
Посёлки и сёла по уездам:
- Аки;
  - Гейсей;
  - Китагава;
  - Нахари;
  - Тано;
  - Тоё;
  - Умадзи;
  - Ясуда;
- Нагаока;
  - Мотояма;
  - Отоё;
- Тоса;
  - Окава;
  - Тоса;
- Агава;
  - Ино;
  - Ниёдогава;
- Такаока;
  - Накатоса;
  - Оти;
  - Сакава;
  - Симанто;
  - Хидака;
  - Цуно;
  - Юсухара;
- Хата;
  - Куросио;
  - Михара;
  - Оцуки.

## Символика
Эмблема префектуры была выбрана 15 апреля 1953 года. Флаг префектуры официально не утверждался, но в его качестве обычно используют белую эмблему на фоне цвета бордо. Маскотом префектуры стал Куросио-кун, названный по тёплому морскому течению Куросио.
Цветок префектуры выбрали 22 марта 1954, им стала восковница красная. Деревом 12 сентября 1966 избрали криптомерию, птицей — питта-нимфу (10 мая 1964), а рыбой — полосатого тунца (21 июня 1988).